# (121331) Savannahsalazar
(121331) Savannahsalazar est un astéroïde de la ceinture principale.

## Description
(121331) Savannahsalazar est un astéroïde de la ceinture principale. Il fut découvert le 30 septembre 1999 aux monts Santa Catalina par le programme CSS. Il présente une orbite caractérisée par un demi-grand axe de 3,11 UA, une excentricité de 0,06 et une inclinaison de 10,2° par rapport à l'écliptique.